# Kinas jordbruk
Kinas jordbruk har alltid spelat en stor roll för dess befolkning.
Under 2000-talet har exporten ökat efter att den inhemska efterfrågan ökat på bland annat (förutom spannmål) frukt, grönsaker, oljeväxter och köttprodukter. Efterfrågan har gjort att dessa skördar ökat.
Trots denna ökning odlar fortfarande de flesta bönder övervägande spannmål. Jordarna brukas intensivt, flera gånger om året.
Ris är den absolut viktigaste grödan och odlas i söder där man på grund av det varma klimatet kan få två-tre skördar om året. I norra delar av Kina odlas främst vete, korn och majs.
Sötpotatis, sockerrör, potatis, durra, jordnötter, te, hirs och bomull är också viktiga grödor.